# Dargah

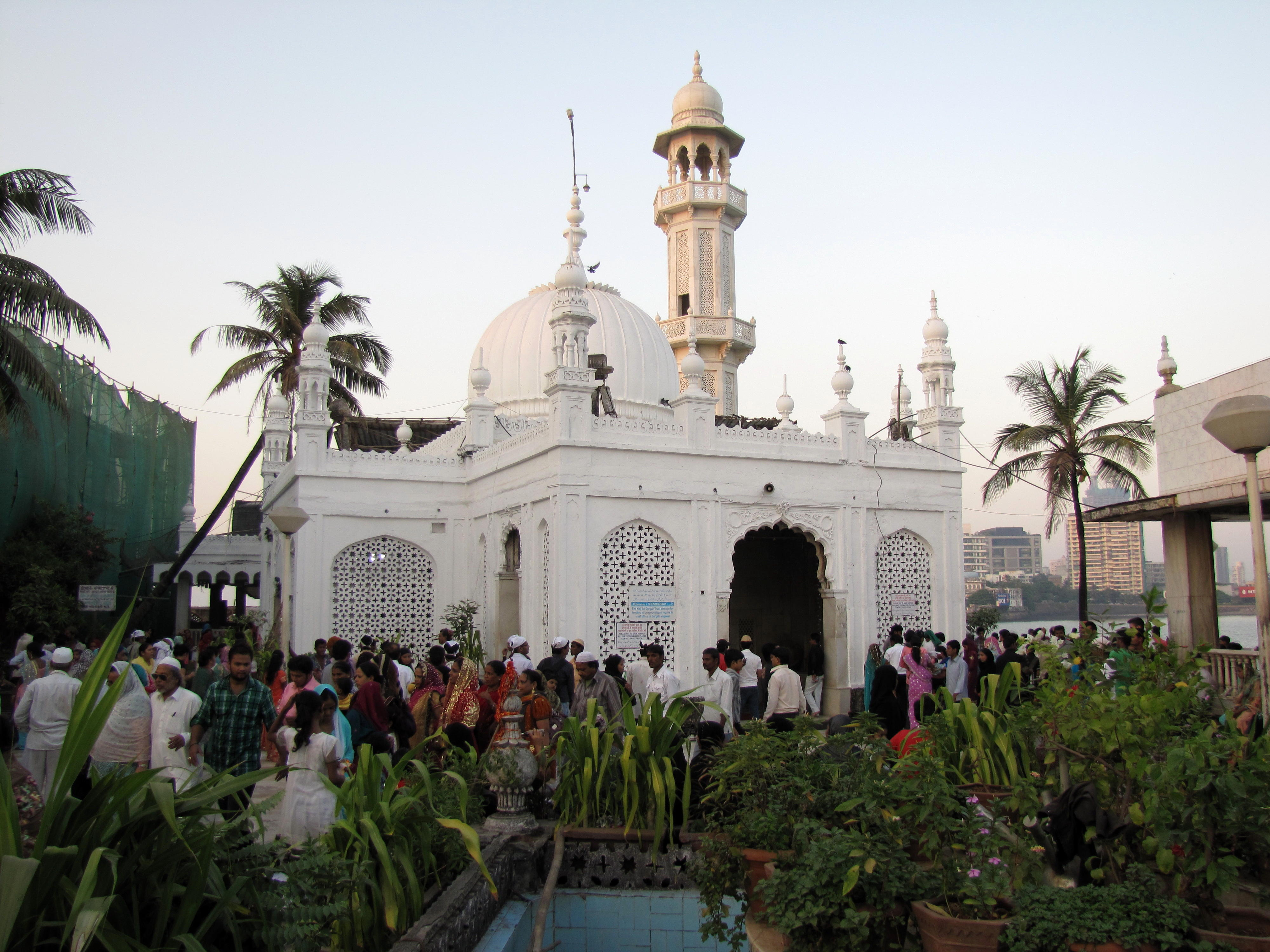
O Dargah de Haji Ali, em Bombaim, Índia

Dargah (em persa:  ou درگه, nome também usado em urdu) ou dergah é um santuário muçulmano construído por cima do túmulo de uma figura religiosa reverenciada, geralmente um santo sufi ou um dervixe. Os muçulmanos podem visitar o santuário para ziyarat, um termo associado a visitas religiosas que noutras religiões seriam chamadas peregrinações (para os muçulmanos a designação "peregrinação" só se aplica ao Hajj, a pregrinação a Meca).[carece de fontes?]
Os dergahs estão frequentemente associadas a salas de reunião e albergues sufis, chamados khanqah ou tekke, e geralmente incluem uma mesquita, salas de reunião, escolas religiosas islâmicas (madraças), residências para um professor ou zelador, hospitais e outras estruturas com uso comunitário.[carece de fontes?]
Para muitos muçulmanos, a construção de edifícios sobre túmulos para serem usados como locais de culto não está de acordo com os preceitos islâmicos, por atribuir qualidades de alguma forma divinas a figuras que não Deus, o que é considerado Shirk (idolatria ou politeísmo), apesar da visita de túmulos ser encorajada. Segundo algumas seitas muçulmanas, Maomé proibiu a prática de converter túmulos em locais de culto, mas encorajou a visita de túmulos para lembrar a vida depois da morte.